# Wahl zum Abgeordnetenhaus von Berlin 1989
- AL: 17
- SPD: 55
- CDU: 55
- REP: 11

- Regierung: 72
- Opposition: 66

Die letzte Wahl zum Abgeordnetenhaus von Berlin im eigenständigen West-Berlin am 29. Januar 1989 brachte ein überraschendes Ergebnis.
Die CDU, deren Sieg als sicher gegolten hatte, erlitt unter ihrem Spitzenkandidaten, dem seit 1984 amtierenden Regierenden Bürgermeister Eberhard Diepgen, eine schwere Niederlage. Sie brach um 8,7 Prozentpunkte ein und landete mit 37,7 % der Stimmen nur knapp vor der SPD, die unter ihrem Spitzenkandidaten Walter Momper um 4,9 Prozentpunkte auf 37,3 % zulegte.
Zusammen mit der Alternativen Liste (AL) (11,8 %, +1,2 Prozentpunkte) ergab dies eine deutliche Mehrheit für eine rot-grüne Koalition. Demgegenüber verfehlte die FDP, bisheriger Koalitionspartner der CDU, mit 3,9 % (−4,6 Prozentpunkte) klar den Wiedereinzug ins Abgeordnetenhaus. Den Sprung ins Parlament schafften hingegen die Republikaner, die auf Anhieb 7,5 % der Stimmen erhielten. Am Wahlabend kam es aufgrund des Wahlerfolgs der Republikaner zu einer spontanen Demonstration mit mehreren tausend Teilnehmern. Am darauffolgenden Montag erfolgte eine weitere Demonstration gegen den Einzug der Republikaner ins Abgeordnetenhaus.
Nach längeren Koalitionsverhandlungen schmiedete Momper ein rot-grünes Bündnis und wurde am 16. März 1989 zum neuen Regierenden Bürgermeister gewählt. Dem Senat Momper gehörten mehr Frauen als Männer an, ein Novum in der deutschen Geschichte.
Die CDU ging in die Opposition, Eberhard Diepgen wurde Oppositionsführer.

## Ausgangssituation
Bei den Wahlen zum Berliner Abgeordnetenhaus vom 10. März 1985 war die seit 1983 bestehende schwarz-gelbe Koalition aus CDU und FDP bestätigt worden. Regierender Bürgermeister blieb damit Eberhard Diepgen (Senat Diepgen II), der erst ein Jahr zuvor, am 9. Februar 1984, den zum Bundespräsidenten gewählten Richard von Weizsäcker abgelöst hatte. Im Abgeordnetenhaus waren die CDU mit 69, die SPD mit 48, die Alternative Liste mit 15 und die FDP mit 12 Mandaten vertreten.

## Umfragen vor der Wahl
Noch knapp drei Wochen vor dem Wahltag prognostizierten Umfragen der CDU-FDP-Koalition eine deutliche Mehrheit bei der Wahl. Erst wenige Tage vor der Wahl deuteten die Umfragen auf ein Kopf-an-Kopf-Rennen hin, allerdings immer noch auf eine schwarz-gelbe Mehrheit.
Einer Infas-Umfrage im Auftrag des SFB-Magazins Kontraste der CDU-FDP-Koalition zufolge war für 24 Prozent der Befragten die Situation auf dem Arbeitsmarkt das wichtigste Thema, für 23 Prozent der Umweltschutz und für 20 Prozent der Wohnungsbau. Zwei Wochen zuvor hatten in einer vom Stern beauftragten Umfrage ergeben, dass Mieten und Wohnungsnot an erster Stelle standen, gefolgt von den Themen Ausländer und Uni-Überfüllung.
| Datum                 | CDU  | SPD  | AL   | FDP | REP | unentschlossen |
| --------------------- | ---- | ---- | ---- | --- | --- | -------------- |
| 25. Januar 1989       | 41 % | 36 % | 11 % | 7 % |     |                |
| ca. 25. Januar 1989   | 40 % | 36 % | 10 % | 8 % | 3 % |                |
| 10. Januar 1989       | 43 % | 34 % | 11 % | 9 % |     | 20 %           |
| ca. 28. Dezember 1988 | 43 % | 38 % | 10 % | 6 % |     | 44 %           |

## Ergebnis
| Wahlberechtigte | 1.532.870 |         |           |
| Wahlbeteiligung | 1.220.423 | 79,6 %  |           |
| CDU             | 453.211   | 37,7 %  | 55 Mand.  |
| SPD             | 448.203   | 37,3 %  | 55 Mand.  |
| AL              | 141.529   | 11,8 %  | 17 Mand.  |
| REP             | 90.222    | 7,5 %   | 11 Mand.  |
| FDP             | 47.153    | 3,9 %   | — Mand.   |
| ödp             | 8.489     | 0,7 %   | — Mand.   |
| SEW             | 6.875     | 0,6 %   | — Mand.   |
| DA              | 4.990     | 0,4 %   | — Mand.   |
| Summen          |           | 100,0 % | 138 Mand. |